# 體育宮站 (基輔)
體育宮站（羅馬化：Palats Sportu,  （ⓘ））是基輔地鐵瑟雷茨-佩切拉線的一個車站，開通於1989年12月31日，是瑟雷茨-佩切拉線最早開通的車站之一。站名來自於基輔體育宮。

## 外部連結
- （乌克兰語） Kyivsky Metropoliten - Station description and Photographs
- （俄文） Metropoliten.kiev.ua - Station description and Photographs
- （捷克文） Zarohem.cz - Photographs